# El Toreador de Abajo
El Toreador de Abajo är en ort i Mexiko.   Den ligger i kommunen San Luis de la Paz och delstaten Guanajuato, i den centrala delen av landet, 260 km nordväst om huvudstaden Mexico City. El Toreador de Abajo ligger 2 004 meter över havet och antalet invånare är 834.
Terrängen runt El Toreador de Abajo är kuperad österut, men västerut är den platt. Runt El Toreador de Abajo är det ganska tätbefolkat, med 52 invånare per kvadratkilometer. Närmaste större samhälle är San Luis de la Paz, 4,3 km sydost om El Toreador de Abajo. Trakten runt El Toreador de Abajo består i huvudsak av gräsmarker.